# HF-24风神式战斗轰炸机
HF-24风神式战斗轰炸机是印度斯坦航空有限公司（HAL）在20世纪60年代至20世纪70年代初设计并生产的喷气式战斗机，其由德国航空工程师库尔特·谭克设计，项目工程师为乔治·威廉·本杰明（George William Benjamin）。HF-24风神式战斗轰炸机是印度自行研制的第一款喷气式战斗机。1961年6月17日，HF-24风神式战斗轰炸机进行了首次飞行；1967年4月1日，第一架HF-24风神式战斗轰炸机正式交付给印度空军。
虽然印度军方最初希望HF-24风神式战斗轰炸机是一款超音速截击机，但它的速度无法超过1马赫。其速度受限主要是由于发动机问题，而发动机来源又受到各种政治和经济因素的影响；印度军方多次尝试设计动力更强的发动机或寻找替代品的努力都以失败告终。
HF-24风神式战斗轰炸机在战斗中表现较好，其主要是作为对地打击的战斗轰炸机使用。HF-24风神式战斗轰炸机最引人注目的实战记录是参加了1971年第三次印巴战争中的洛恩盖瓦拉战役。
印度斯坦航空公司总共生产了147架HF-24风神式战斗轰炸机，印度空军（IAF）是唯一的用户。到1982年，HF-24风神式战斗轰炸机变得过时，最终在20世纪80年代末被逐步淘汰。
HF-24风神式战斗轰炸机的名称来自于《梨俱吠陀》中的暴风之神，后者象征着速度和力量。这是印度空军的传统，即以梵语词汇命名印度自主研发的军用飞机。

## 设计与发展

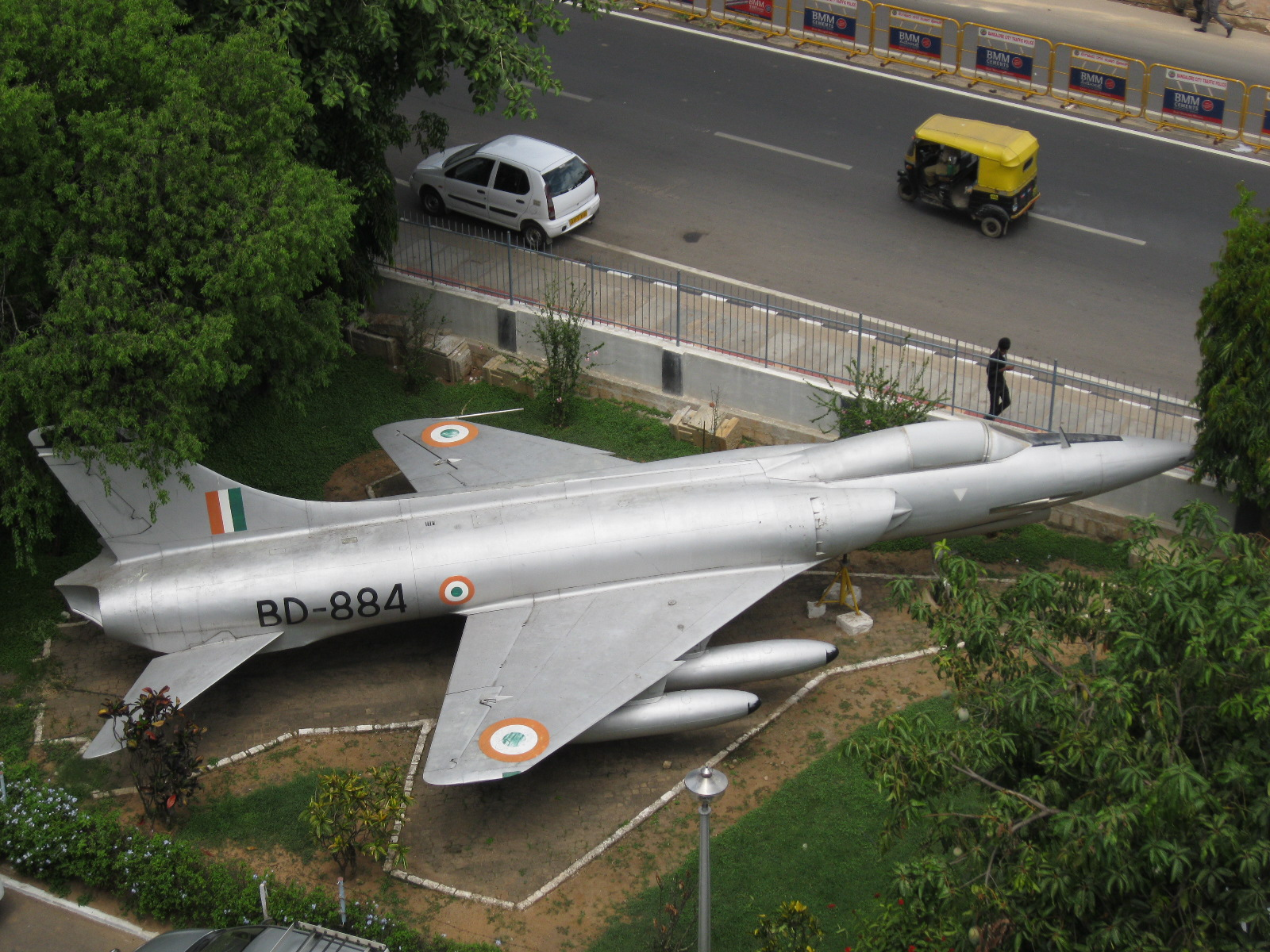
位于班加罗尔保存完好的HF-24风神式战斗轰炸机

在20世纪50年代，印度斯坦航空有限公司设计并生产了几款教练机，如HT-2教练机。然而，公司内部的一些人渴望将业务扩展到超音速战斗机领域。大约在同一时间段，印度政府制定了一项新的空军飞机要求，提出为印度空军配备一款极速可达到2马赫的战斗机。然而，印度斯坦航空有限公司在设计和生产前线战斗机方面缺乏经验，因此他们非常需要外部指导，最终库尔特·谭克参与了该飞机的设计工作。
1956年，印度斯坦航空有限公司正式开始超音速战斗机项目的设计工作。由贾瓦哈拉尔·尼赫鲁领导的印度政府批准了该飞机的设计工作，并表示这将有助于印度现代飞机工业的发展。该项目的第一阶段旨在设计一种适合超音速飞行的机身，其能够有效地执行战斗机的作战任务，而第二阶段则寻求在国内设计并生产一种能够推进飞机的发动机。早期，印度空军明确表示要满足其对战斗轰炸机的要求；双引擎配置和1.4至1.5马赫的速度很快得到了强调。
在设计过程中，印度斯坦航空有限公司设计并生产了一架全尺寸的双座木制滑翔机，作为飞行演示机。这架演示机被命名为HAL X-241，在尺寸、驾驶配置和翼型截面方面都效仿了量产型飞机。机轮制动器、空气制动器、襟翼和可伸缩起落架均使用压缩气体启动，机上有足够的气体储存，可供每次飞行时的多次启动。1959年4月3日，X-241在被一架道格拉斯DC-3（BJ 449）拖到空中后进行了首次飞行。X-241在因为一次着陆事故而被严重损坏之前共进行了86次飞行。
1961年6月24日，HF-24风神式战斗轰炸机的原型机进行了首次不被拖行的飞行。它配备了英国制造的布里斯托-薛利奥菲斯 703涡轮喷气发动机，该发动机也被蚋式教练/战斗机使用。虽然HF-24风神式战斗轰炸机在设计上安装了动力更强的发动机，但未配备后燃器。这意味着HF-24风神式战斗轰炸机的最高时速无法达到1马赫，而最初的设计要求是最高时速为2马赫。在获得合适的加力发动机之前，印度政府决定订购16架预生产型和60架量产型HF-24风神式战斗轰炸机，其由奥菲斯703发动机提供动力。
印度空军不愿意装备一架性能只是略好于其现有的英国制造的霍克猎手战斗机的战斗机。由于奥菲斯703发动机动力不足，到1964年第一架量产型飞机完工时，HF-24风神式战斗轰炸机在技术上已经过时。
1967年4月1日，第一架HF-24风神式战斗轰炸机正式交付印度空军。最初计划生产214架飞HF-24风神式战斗轰炸机，但只有147架完工，其中包括18架双座教练机。
印度于1974年首次进行核武器试验后，国际舆论的反对使得印度斯坦航空有限公司几乎不可能为HF-24风神式战斗轰炸机购得更好发动机；甚至其现有奥菲斯发动机的备件也变得稀缺。这种情况是HF-24风神式战斗轰炸机提前退役的主要原因之一。

## 终止和对其的批评
HF-24风神式战斗轰炸机被描述为“本质上是一个非常漫长的失败”，飞机的缺点被认为是由多种因素造成的。其中包括为了获得合适的发动机而遇到的困难，这主要是一个政治问题；虽然印度政府与英国和布里斯托尔-薛利航空公司成功达成协议，允许印度斯坦航空有限公司在国内生产奥菲斯发动机，但它只能作为临时措施，因为它提供的动力不足以使HF-24风神式战斗轰炸机的时速超过音速。印度政府拒绝了劳斯莱斯提出的为奥菲斯发动机的进一步开发提供资金的提议，该提议专门旨在为HF-24风神式战斗轰炸机生产更好的发动机。
其他的设想中的用于替代奥菲斯发动机来自苏联、埃及或欧洲各国，但没有任何实质性的结果。燃气涡轮研究院也推行了自己的设计计划，在没有外部技术援助的情况下改进奥菲斯发动机，该计划进入了测试阶段，取得了一些不错的成果，但与HF-24风神式战斗轰炸机不兼容。由于特定机身的特殊性通常在很大程度上取决于其使用的发动机，因此无法改进的HF-24风神式战斗轰炸机的动力装置会影响其性能。尽管对各种发动机进行了测试，但HF-24风神式战斗轰炸机始终无法达到超音速，这被视为一个重大失败。印度空军曾估计HF-24风神式战斗轰炸机将配备相当优秀的发动机。
该项目因印度国防部缺乏指导和管理而受到负面影响。据称，在整个项目过程中，军方、政界和工业界之间缺乏协调，许多问题都留给了没有得到指导的工业界。具体而言，政府从未批准发动机设计团队的发展，也没有对印度斯坦航空有限公司进行逆向工程或应用其他项目技术的能力进行评估，例如对蚋式战斗/教练机进行的研究。据称，印度斯坦航空有限公司一直在努力说服印度空军和国防部相信HF-24风神式战斗轰炸机的设计是可以接受的；人们非常关注机身产生的不可接受的高阻力，并且对HF-24风神式战斗轰炸机的速度和机动性很不满，这两者在HF-24风神式战斗轰炸机推出时都低于其他国家的战斗机的规格。
谭克对该项目产生了重大影响，并指出了其缺点。在HF-24风神式战斗轰炸机的设计期间，他因在设计方面的僵化而受到批评，他通常对游说印度政府提供资金以改进设计兴趣不大。据称印度空军的一些成员对谭克及其能力持轻蔑态度，很少在飞机问题上与他协调，这反过来又加剧了HF-24风神式战斗轰炸机的性能问题。德国和印度在该项目上的技术转让水平也受到了批评。
当时，印度航空航天工业缺乏设计并生产战斗机的基础设施和科学基础，这使其严重依赖外国技术和进口部件。印度斯坦航空有限公司愿意承担过于雄心勃勃的国防项目，这也可能是该项目失败的部分原因。HF-24风神式战斗轰炸机不仅严重依赖外国来源的材料，而且在印度生产HF-24风神式战斗轰炸机的成本比进口完整的飞机更高。随着时间的推移，HF-24风神式战斗轰炸机的本土零件数量有所增加，到1973年12月达到了70%。将稀缺资源分配给本可以进口的组件，对印度来说是一个很高的机会成本。
据报道，印度空军对本土战斗机几乎没有信心或兴趣，公开表示更喜欢法国制造的暴风雨式战斗机。当HF-24风神式战斗轰炸机开始大规模生产时，印度空军已经购买了外国制造的战斗机，如霍克猎手战斗机和苏-7战斗轰炸机。继HF-24风神式战斗轰炸机之后，印度斯坦航空有限公司开始根据生产许可生产更多数量的欧洲和苏联战机，如美洲豹攻击机、米格-21战斗机和米格-27攻击机。

## 服役历史

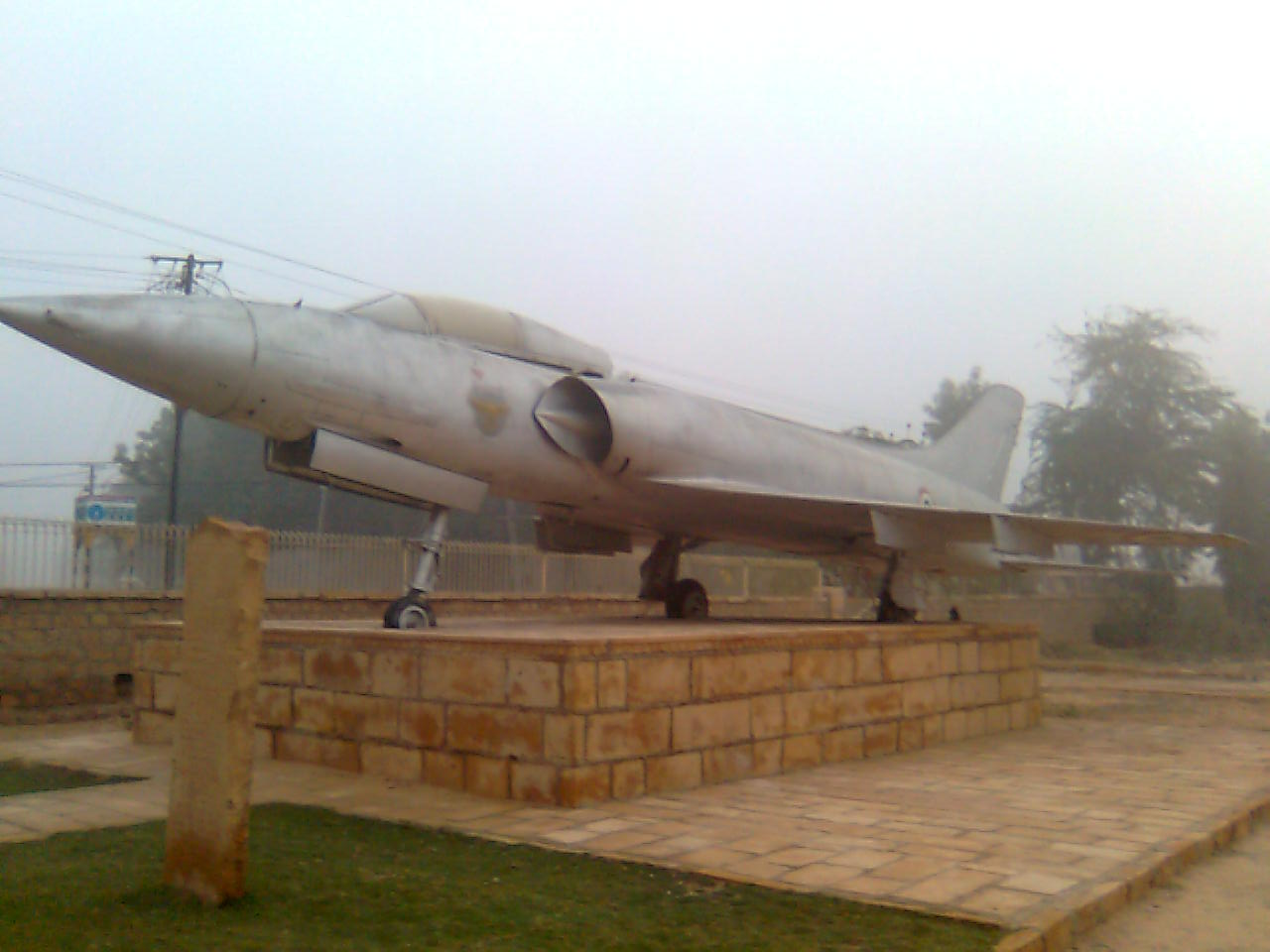
一架保存完好的正在展出的HF-24风神式战斗轰炸机，这架飞机参加了洛恩盖瓦拉战役。

HF-24风神式战斗轰炸机在战斗中被用于对地攻击，其安全功能（如液压系统出现故障时的手动控制系统）和双引擎设计提高了生存能力。据航空作家普西平达•辛格（Pushpindar Singh）所说，HF-24风神式战斗轰炸机具有出色的低空性能，但由于发动机动力较低，其机动性受到了一定影响；维护问题也导致HF-24风神式战斗轰炸机在使用中出现了一些问题。
1967年，一架HF-24风神式战斗轰炸机被用作埃及自主开发的布兰德纳E-300发动机的试验机。印度派出的研究人员于1969年7月被召回，而这架位于埃及的HF-24风神式战斗轰炸机则被遗弃。
鉴于装备HF-24风神式战斗轰炸机的中队的数量有限，大多数装备HF-24风神式战斗轰炸机的中队的飞机在其服役期间都严重超员。根据布莱恩·德·马格雷 （Brian de Magray）的说法，在最高峰时，第10中队装备了32架HF-24风神式战斗轰炸机，而该中队下可能没有超过16架飞机的小队。HF-24风神式战斗轰炸机中队参加了1971年的战争，没有一架在空对空战斗中被击落，但有三架被地面火力击落，一架在地面上被摧毁。三名驾驶HF-24风神式战斗轰炸机的飞行员获得了Vir Chakra奖。
在执行对地攻击任务时，HF-24风神式战斗轰炸机受到了来自地面的猛烈集中火力。至少有三次记录表明HF-24风神式战斗轰炸机能在一台发动机因地面火力而损毁后成功返回了基地。在其中一次事件中，一架HF-24风神式战斗轰炸机从敌对领空境内距离印度空军基地约150英里（240公里）处返回基地。还有一次，一名飞行员驾驶他的HF-24风神式战斗轰炸机扫射敌方车队时被敌方车队喷出的金属碎片击中，发动机损坏警告灯立即亮起，一台发动机熄火。幸运的是，这架HF-24风神式战斗轰炸机的另一台发动机加速到了安全速度。因此，该飞行员毫不费力地将他驾驶的这架残缺不全的HF-24风神式战斗轰炸机飞回基地。另一个安全因素是，HF-24风神式战斗轰炸机在液压飞行控制系统发生故障的情况下可以自动恢复到手动控制。总而言之，HF-24风神式战斗轰炸机在敌方空域有着良好的生存记录。
在第三次印巴战争中，一些HF-24风神式战斗轰炸机和霍克猎手战斗机在1971年12月5日上午的洛恩盖瓦拉战役中为印度边境哨所提供近距离火力支援。由这两款飞机执行的空袭被认为摧毁了大量巴基斯坦地面部队部署的坦克。在战争的两周内，HF-24风神式战斗轰炸机执行了300多次出击任务。
据印度报道，一架HF-24风神式战斗轰炸机完成了一次空袭。1971年12月7日，第220中队的中队长KK·巴克什（KK Bakshi）击落了一架巴基斯坦空军的F-86军刀战斗机（据报道由巴基斯坦空军第15中队的飞行员哈米德·赫瓦贾（Hamid Khwaja）驾驶），据巴基斯坦报道，一架F-86F（序列号4030）在库沙尔格尔（Khushalgarh）上空追击一架印度的霍克猎手战斗机时发动机熄火。

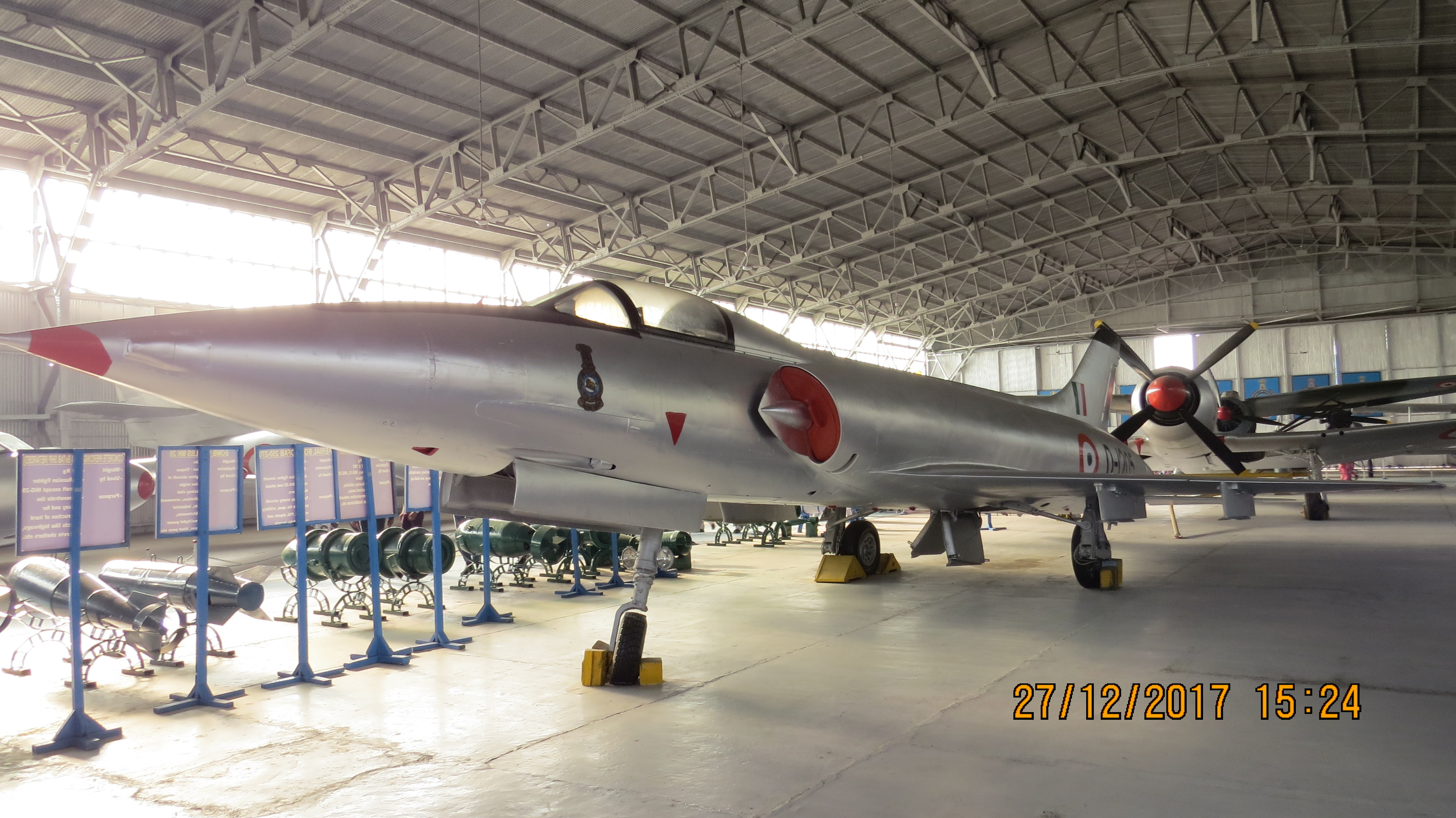
保存在新德里印度空军博物馆里的HF-24风神式战斗轰炸机，编号为D-1205。

到1982年，印度空军提议逐步退役HF-24风神式战斗轰炸机，理由是其“不再适合作战”。空军准将贾斯吉特·辛格 （Jasjit Singh）等反对退役HF-24风神式战斗轰炸机的军官指出，HF-24风神式战斗轰炸机在1971年的战斗中表现良好，并且比蚋式战斗机等其他印度空军飞机更安全。在讨论是否应该退役HF-24风神式战斗轰炸机时，一些HF-24风神式战斗轰炸机的飞行时长不到100小时。

## 变种型号
HAL X-241量产型飞机的全尺寸研究用滑翔机，具有与量产型飞机相同的尺寸、控制配置和翼型截面。
HF-24 Mk.1单座战斗轰炸机。
HF-24 Mk.1A第三批预生产飞机，配备了能加力燃烧的布奥菲斯703发动机，在5720磅牛（25.44千牛） 的推力下速度提高了18%。
HF-24 Mk.1 BX一架使用E-300发动机的试验机。
HF-24 Mk.1T双座教练机。
HF-24 Mk.1R两架配备了能加力燃烧的奥菲斯703R的飞机，在 5,720磅力（25.44千牛）的推力下有18%的速度提升。
HF-24 Mk.2计划安装阿杜尔发动机型号。

## 前用户
印度
- 印度空军
  - 印度空军第10中队
  - 印度空军第31中队（英语：No. 31 Squadron IAF）
  - 印度空军第220中队 – 最后一个停止使用HF-24风神式战斗轰炸机的中队。[29]

## 现存的飞机

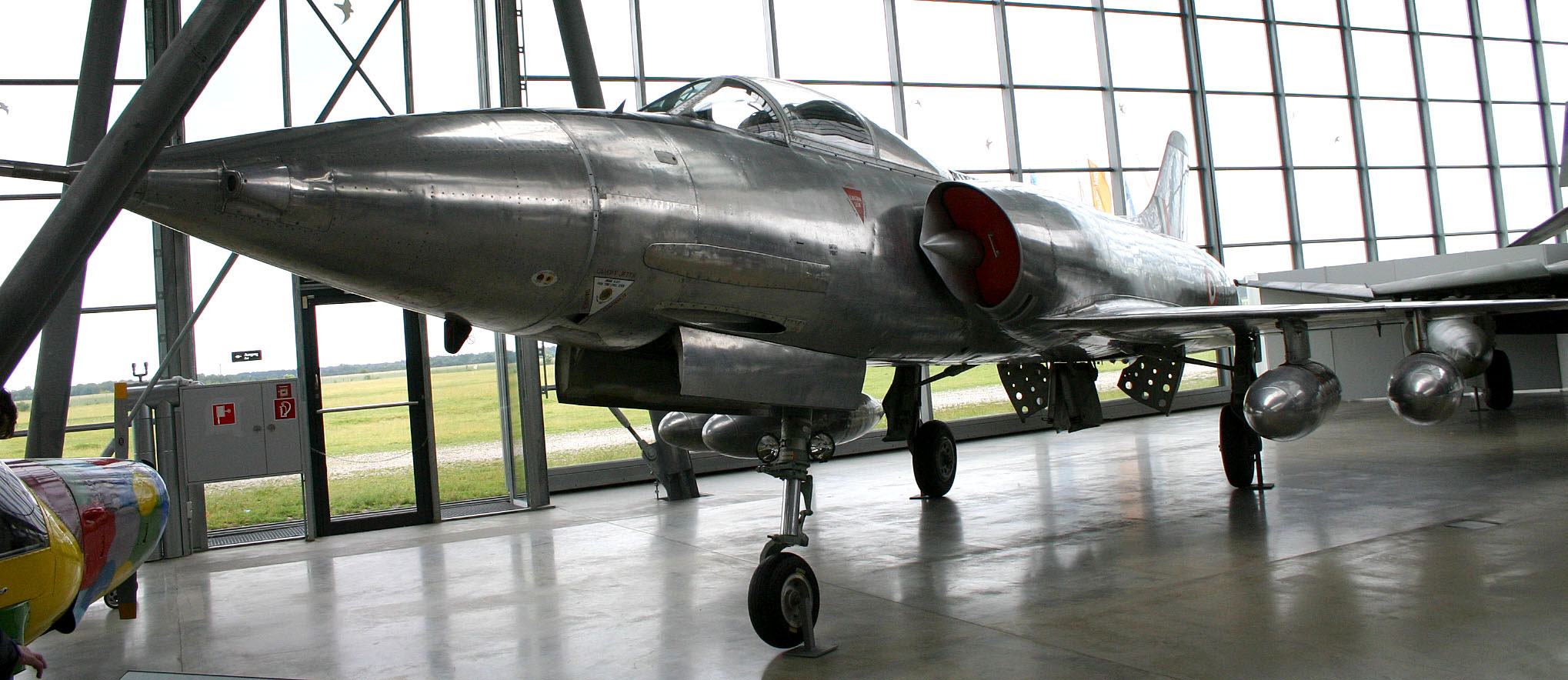
位于慕尼黑的德国博物馆的HF-24风神式战斗轰炸机

有几架HF-24风神式战斗轰炸机目前处于对外展出状态：
- 韦斯工业和科技博物馆（英语：Visvesvaraya Industrial and Technological Museum），班加罗尔。
- 印度斯坦航空有限公司博物馆，班加罗尔。
- 卡玛拉尼赫鲁公园（英语：Kamala Nehru Park, Pune），浦那。
- 尼赫鲁科学中心，孟买。
- 佩里亚尔科学技术中心（英语：Periyar Science and Technology Centre），金奈
- 飞机系统测试机构（英语：Aircraft & Systems Testing Establishment），班加罗尔。
- 空军学院
- 德国施莱斯海姆飞机制造博物馆（英语：Deutsches Museum Flugwerft Schleissheim）。
- 印度空军博物馆（英语：Indian Air Force Museum, Palam）
- 战士学校

## 规格（HF-24 Mk.1）

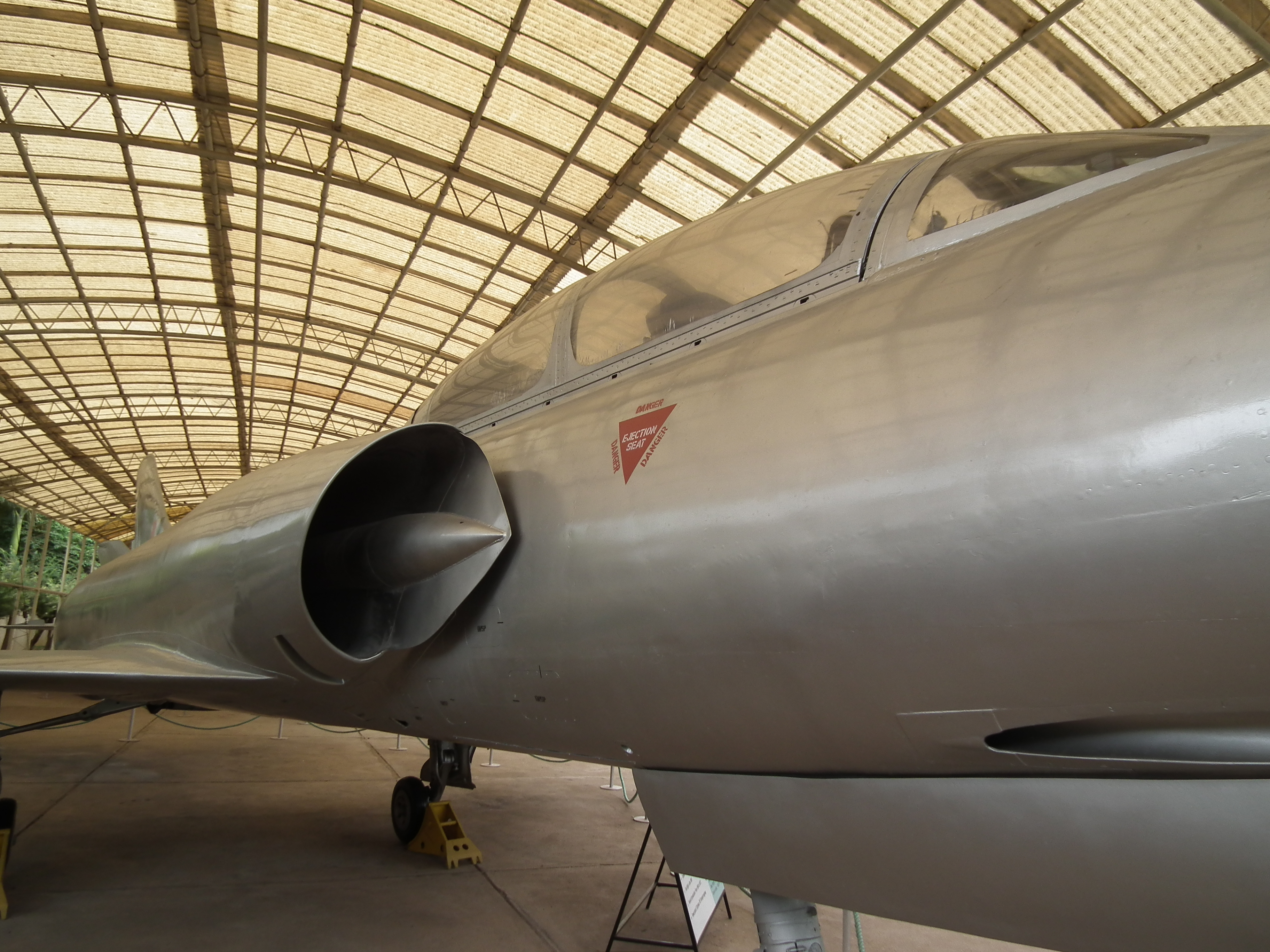
HF-24风神式战斗轰炸机的中段，注意双座驾驶舱和进气口的位置。

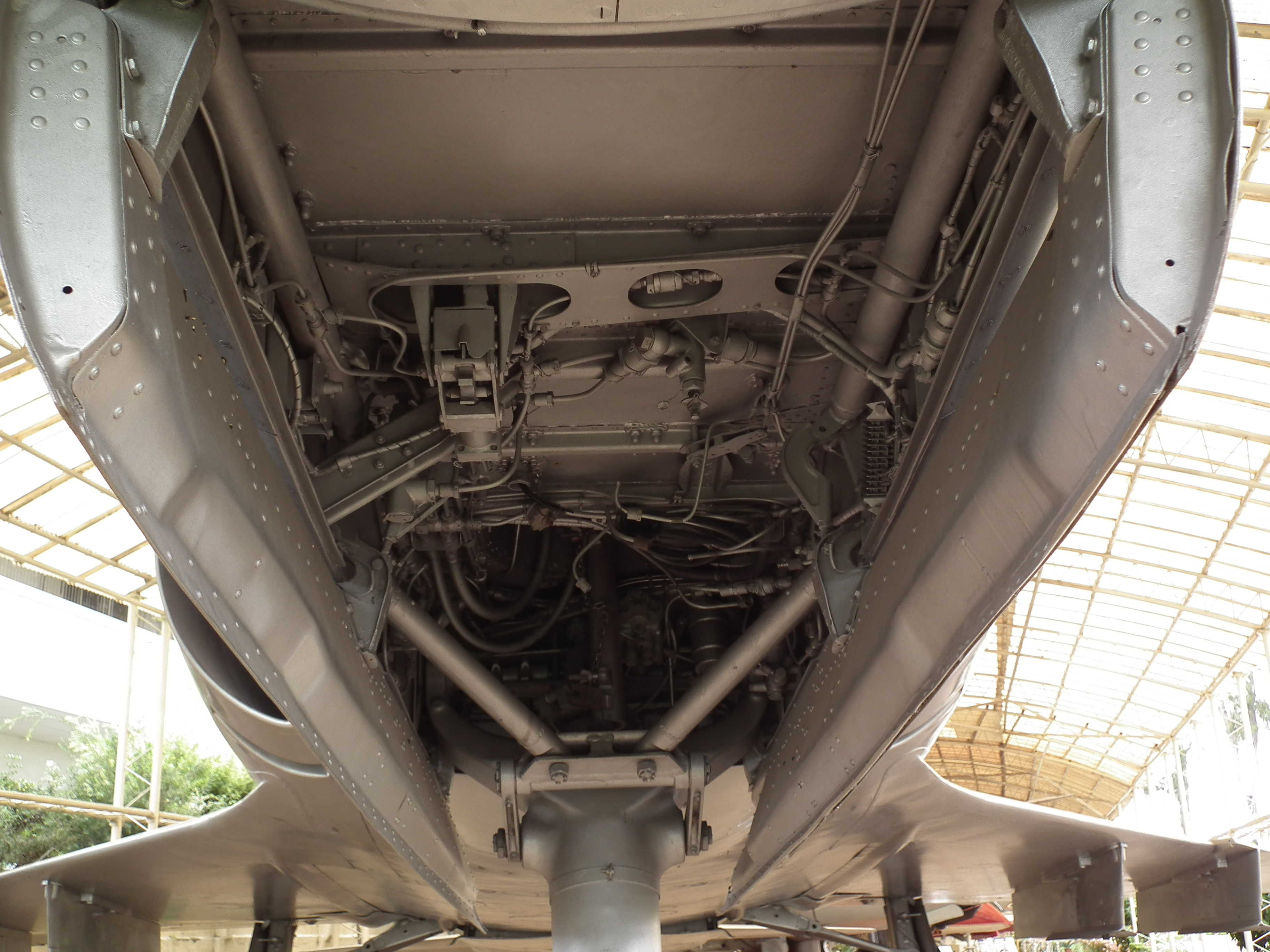
HF-24风神式战斗轰炸机的底部特写

参考资料：Jane's All The World's Aircraft 1976–77 
基本信息
- 机组：1
- 長度：15.87米（52英尺1英寸）
- 翼展：9.00米（29英尺6英寸）
- 高度：3.60米（11英尺10英寸）
- 机翼面积：28.00平方（301.4平方英尺）
- 展弦比：2.90:1
- 空重：6,195（13,658磅）
- 最大起飛重量：10,908（24,048磅）
- 燃料容量：2,491 L（658 US gal；548 imp gal）可用燃料
- 发动机：2台奥菲斯Mk 703涡轮喷气发动机，每台21.6千牛頓（4,900磅力）推力

性能
- 最大速度：1,112每小時（691英里每小時；600節）海平面
- 最大速度：0.93馬赫
- 失速速度：248每小時（154英里每小時；134節）（襟翼和起落架放下）
- 戰鬥航程：396（246英里；214海里）[2]
- 爬升率：22.5每秒（4,430英尺每分鐘）
- 爬升至高度时间：9分20秒升至12,000米（40,000英尺）

武器

- 機槍：4× 30 mm亚当机炮（每门备弹120发）
- 火箭彈：可伸缩马特拉50×2.68英寸（68 mm）火箭弹
- 炸彈：4个机翼挂架上可挂载4000磅（1,800 kg）航弹pylons

### 脚注
1. ↑  Gupta, Anchit. . IAFHistory. 2022-09-30  [2025-05-05]. （原始内容存档于2025-05-05）.
2. 1 2  Donald 1997，第523頁.
3. 1 2 3 4  Satish 2015，第480頁.
4. 1 2 3 4 5 6 7 8  Gupta 1997，第34頁.
5. ↑   [Space Capsule N° 47 - IAe Pulqui I and II]. Revista Capsula Espacial. 2020: 24–25  [2025-01-01]. （原始内容存档于2023-03-23） （西班牙语）.
6. 1 2 3 4  Smith 1994，第160頁.
7. 1 2 3  Rajagopalan 2014，第116頁.
8. 1 2 3  Bhargava, Kapil. . bharat-rakshak.com.   [10 June 2014]. （原始内容存档于7 April 2015）.
9. 1 2 3 4 5 6 7 8 9 10  Singh, Sushant; "Tejas is not India's first indigenous fighter, that would be the HF-24 Marut." Times of India, 1 July 2016.
10. ↑  . Federation of American Scientists.   [2025-06-05]. （原始内容存档于2021-06-16）.
11. ↑  Arnett 1997，第120–121頁.
12. ↑  Smith 1994，第160–162頁.
13. 1 2  Smith 1994，第160–161頁.
14. 1 2 3 4  Smith 1994，第161頁.
15. 1 2 3  Arnett 1997，第120頁.
16. ↑  Thomas 2014，第260頁.
17. 1 2 3  Smith 1994，第162頁.
18. ↑  Smith 1994，第160, 162頁.
19. ↑  Arnett 1997，第119–120頁.
20. ↑  Rajagopalan 2014，第138頁.
21. ↑  Taylor 1969，第671頁.
22. ↑  . 2019-01-09  [2025-06-05]. （原始内容存档于2021-08-04）.
23. ↑  . 2017-08-13  [2025-06-05]. （原始内容存档于2022-09-28）.
24. ↑  , , Bharat Rakshak,   [2004-09-11], （原始内容存档于2013-07-28）.
25. ↑  Nordeen 2002，第81頁.
26. ↑  , , Bharat Rakshak,   [2014-08-25], （原始内容存档于2008-01-28）
27. ↑  . PakDef.info.   [2022-08-27]. （原始内容存档于2012-07-12）.
28. 1 2 3 4 5  CHATTERJEE, K. . www.bharat-rakshak.com.   [2014-06-10]. （原始内容存档于July 2013-07-28）.
29. ↑  Bharat-Rakshak.com, HINDUSTAN FIGHTER HF-24 MARUT 的存檔，存档日期2013-07-28., accessed July 2009
30. ↑  . marutfans.wordpress.com. 20 September 2010  [10 June 2014].
31. ↑  Taylor 1976，第79–80頁.